# Tachyoryctes storeyi
Tachyoryctes storeyi es una especie de roedor de la familia Spalacidae.

## Distribución geográfica
Es  endémica de Kenia.

## Hábitat
Su hábitat natural son:zonas subtropicales o tropicales secas de tierras de baja altitud pastizales.